# Leichtathletik-Länderkampf der Männer 1961 Finnland – BR Deutschland
| 7. Leichtathletik-Länderkampf mit bundesdeutscher Beteiligung 1961 | 7. Leichtathletik-Länderkampf mit bundesdeutscher Beteiligung 1961 |               |
| ------------------------------------------------------------------ | ------------------------------------------------------------------ | ------------- |
|                                                                    |                                                                    |               |
| Ländervergleich der Männer: Finnland – BR Deutschland              |                                                                    |               |
| Austragungsort                                                     | Helsinki                                                           |               |
| Wettbewerbe                                                        | 22                                                                 |               |
| Datum                                                              | 26/27. August 1961                                                 |               |
| 1. FRG 2. FIN                                                      | 237,5 Punkte 224,5 Punkte                                          |               |
| Chronik                                                            |                                                                    |               |
| ← CSK-FRG (F)                                                      | FRG-GBR (F) →                                                      | FRG-GBR (F) → |

Zum siebten Vergleich des Länderkampfjahres 1961 kam es am 26./27. August in Helsinki. Dort traten die bundesdeutschen Männer gegen Finnland an. Das letzte Aufeinandertreffen der beiden Länder hatte 1957 ebenfalls in Helsinki stattgefunden. Bisher hatte es sieben Begegnungen zwischen Deutschland und Finnland gegeben. Fünf davon hatte Deutschland für sich entschieden, zwei Mal hatte Finnland vorne gelegen.

## Wettbewerbe und Modus
In diesem Vergleich wurden 22 Disziplinen an zwei Tagen ausgetragen, zwei mehr als in Länderkämpfen der Männer damals üblich. Zusätzlich standen ein Bahnrennen über 25 Kilometer sowie der Zehnkampf auf dem Programm. Aus dem olympischen Wettbewerbskatalog fehlten nur der Marathonlauf und die beiden Gehdisziplinen. Die beiden Teams traten diesmal mit drei Vertretern je Wettbewerb an und nicht wie üblich mit zwei. Jeder Teilnehmer, der seinen Wettkampf mit einem gültigen Ergebnis beendet hatte, erhielt Punkte. Die Wertung erfolgte nach folgendem System: Platz 1: 7 P, Pl. 2: 5 P, Pl. 3: 4 P …, Pl. 6: 1 P. In den beiden Staffeln wurden sieben zu vier Punkte vergeben.

## Ergebnis
Die bundesdeutschen Leichtathleten entschieden acht Laufwettbewerbe für sich, drei davon mit Dreifach- und zwei mit Doppelerfolgen. Die finnischen Sportler waren in diesem Bereich mit drei Disziplinsiegen, davon einer als Dreifacherfolg deutlich unterlegen. Auch die beiden Staffeln sicherte sich das bundesdeutsche Team. Erfolgreich für Finnland verliefen die Sprungwettbewerbe, die sie alle gewannen, einmal mit einem Dreifach- und ein weiteres Mal mit einem Doppelerfolg. Die Wurf- und Stoßdisziplinen endeten ausgeglichen. Jede Mannschaft kam hier zu jeweils zwei Siegen und zwei Doppelerfolgen. Im Zehnkampf schließlich lag Finnland auf den Rängen eins und zwei vorn. Im Endergebnis kam die Bundesrepublik Deutschland mit 237,5 zu 224,5 Punkten zu seinem sechsten Sieg über Finnland.

## Legende
Kurze Übersicht zur Bedeutung der Symbolik – so üblicherweise auch in sonstigen Veröffentlichungen verwendet:
| DNF | nicht im Ziel (did not finish) |

## Resultate

### 100 m
| Platz | Athlet         | Land | Zeit (s) |
| ----- | -------------- | ---- | -------- |
| 1     | Alfred Hebauf  | FRG  | 10,6     |
| 2     | Manfred Germar | FRG  | 10,7     |
| 3     | Klaus Ulonska  | FRG  | 10,8     |
| 4     | Pentti Rekola  | FIN  | 10,9     |
| 5     | Tapio Sirén    | FIN  | 10,9     |
| 6     | Jorma Ehrström | FIN  | 11,0     |

Datum: 26. August

### 200 m
| Platz | Athlet                 | Land | Zeit (s) |
| ----- | ---------------------- | ---- | -------- |
| 1     | Manfred Germar         | FRG  | 21,8     |
| 2     | Heinz-Dieter Matthöfer | FRG  | 22,0     |
| 3     | Pentti Rekola          | FIN  | 22,1     |
| 4     | Borje Strand           | FIN  | 22,2     |
| 5     | Edmund Burg            | FRG  | 22,3     |
| 6     | Jorma Ehrström         | FIN  | 22,4     |

Datum: 27. August

### 400 m
| Platz | Athlet           | Land | Zeit (s) |
| ----- | ---------------- | ---- | -------- |
| 1     | Manfred Kinder   | FRG  | 46,9     |
| 2     | Jussi Rintamäki  | FIN  | 47,0     |
| 3     | Gerhard Weinmann | FRG  | 48,0     |
| 4     | Tarmo Rauhala    | FIN  | 48,3     |
| 5     | Guido Müller     | FRG  | 48,6     |
| 6     | Pentti Hänninen  | FIN  | 49,2     |

Datum: 27. August

### 800 m
| Platz | Athlet           | Land | Zeit (min) |
| ----- | ---------------- | ---- | ---------- |
| 1     | Paul Schmidt     | FRG  | 1:48,8     |
| 2     | Pertti Ålander   | FIN  | 1:49,4     |
| 3     | Olavi Salonen    | FIN  | 1:49,7     |
| 4     | Jörg Balke       | FRG  | 1:49,7     |
| 5     | Hans Klinkenberg | FRG  | 1:53,3     |
| 6     | Timo litiä       | FIN  | 1:57,0     |

Datum: 27. August

### 1500 m
| Platz | Athlet          | Land | Zeit (min) |
| ----- | --------------- | ---- | ---------- |
| 1     | Olavi Salonen   | FIN  | 3:44,9     |
| 2     | Karl Eyerkaufer | FRG  | 3:44,9     |
| 3     | Adolf Schwarte  | FRG  | 3:46,4     |
| 4     | Klaus Lehmann   | FRG  | 3:46,9     |
| 5     | Olavi Vuorisalo | FIN  | 3:48,5     |
| 6     | Tapani Häkkinen | FIN  | 4:04,0     |

Datum: 26. August

### 5000 m
| Platz | Athlet          | Land | Zeit (min) |
| ----- | --------------- | ---- | ---------- |
| 1     | Roland Watschke | FRG  | 14:06,4    |
| 2     | Horst Flosbach  | FRG  | 14:06,4    |
| 3     | Gerhard Schmitz | FRG  | 14:22,2    |
| 4     | Simo Saloranta  | FIN  | 14:22,4    |
| 5     | Allan Korpi     | FIN  | 14:44,2    |
| 6     | Heikki Laitinen | FIN  | 15:02,4    |

Datum: 26. August

### 10.000 m
| Platz | Athlet        | Land | Zeit (min) |
| ----- | ------------- | ---- | ---------- |
| 1     | Gustav Disse  | FRG  | 30:07,8    |
| 2     | Ludwig Müller | FRG  | 30:07,8    |
| 3     | Pentti Luoto  | FIN  | 30:32,8    |
| 4     | Eino Orava    | FIN  | 30:38,6    |
| 5     | Hans Hüneke   | FRG  | 31:21,0    |
| 6     | Erkki Rantala | FIN  | 31:21,6    |

Datum: 27. August

### 25-km-Bahnrennen
| Platz | Athlet            | Land | Zeit (h)  |
| ----- | ----------------- | ---- | --------- |
| 1     | Eino Oksanen      | FIN  | 1:20:36,2 |
| 2     | Paavo Pystynen    | FIN  | 1:21:06,6 |
| 3     | Tenho Salakka     | FIN  | 1:22:06,6 |
| 4     | Jürgen Wedeking   | FRG  | 1:22:11,4 |
| 5     | Heinrich Arians   | FRG  | 1:23:37,8 |
| 6     | Lothar Reinshagen | FRG  | 1:27:25,6 |

Datum: 27. August

### 110 m Hürden
| Platz | Athlet            | Land | Zeit (s) |
| ----- | ----------------- | ---- | -------- |
| 1     | Klaus Nüske       | FRG  | 14,7     |
| 2     | Klaus Willimczik  | FRG  | 14,7     |
| 3     | Walter Pensberger | FRG  | 14,8     |
| 4     | Raimo Koivu       | FIN  | 15,0     |
| 5     | Juhani Vuori      | FIN  | 15,1     |
| 6     | Raimo Kärkkäinen  | FIN  | 15,4     |

Datum: 27. August

### 400 m Hürden
| Platz | Athlet          | Land | Zeit (s) |
| ----- | --------------- | ---- | -------- |
| 1     | Helmut Janz     | FRG  | 50,8     |
| 2     | Jussi Rintamäki | FIN  | 51,4     |
| 3     | Hannu Ehoniemi  | FIN  | 52,4     |
| 4     | Manfred Wagner  | FRG  | 52,7     |
| 5     | Ferdinand Haas  | FRG  | 52,9     |
| 6     | Pertti Araviita | FIN  | 53,2     |

Datum: 26. August

### 3000 m Hindernis
| Platz | Athlet                | Land | Zeit (min) |
| ----- | --------------------- | ---- | ---------- |
| 1     | Pentti Karvonen       | FIN  | 8:56,8     |
| 2     | Wilhelm-Rüdiger Böhme | FRG  | 8:58,6     |
| 3     | Esko Sirén            | FIN  | 9:03,4     |
| 4     | Ludwig Müller         | FRG  | 9:07,0     |
| 5     | Teuvo Virtanen        | FIN  | 9:15,4     |
| 6     | Ewald Lork            | FRG  | 9:24,8     |

Datum: 26. August

### 4 × 100 m Staffel
| Platz | Besetzung      | Land                                                      | Zeit (s)                         |
| ----- | -------------- | --------------------------------------------------------- | -------------------------------- |
| 1     | BR Deutschland | Klaus Ulonska Peter Gamper Dieter Enderlein Alfred Hebauf | 41,7                             |
| DNF   | Finnland       | Pentti Rekola Tapio Sirén Jorma Ehrström Aarno Musku      | Stabverlust beim letzten Wechsel |

Datum: 26. August

### 4 × 400 m Staffel
| Platz | Besetzung      | Land                                                        | Zeit (min) |
| ----- | -------------- | ----------------------------------------------------------- | ---------- |
| 1     | BR Deutschland | Guido Müller Helmut Janz Gerhard Weinmann Manfred Kinder    | 3:12,7     |
| 2     | Finnland       | Pentti Rekola Pentti Hänninen Tarmo Rauhala Jussi Rintamäki | 3:12,9     |

Datum: 27. August

### Hochsprung
| Platz | Athlet           | Land | Höhe (m) |
| ----- | ---------------- | ---- | -------- |
| 1     | Henrik Hellén    | FIN  | 2,07     |
| 2     | Eero Salminen    | FIN  | 2,04     |
| 3     | Jukka Markkula   | FIN  | 1,98     |
| 4     | Theo Püll        | FRG  | 1,95     |
| 5     | Herbert Hopf     | FRG  | 1,90     |
| 6     | Peter Riebensahm | FRG  | 1,90     |

Datum: 27. August

### Stabhochsprung
| Platz | Athlet          | Land | Höhe (m) |
| ----- | --------------- | ---- | -------- |
| 1     | Risto Ankio     | FIN  | 4,40     |
| 2     | Eeles Landström | FIN  | 4,40     |
| 3     | Klaus Lehnertz  | FRG  | 4,40     |
| 4     | Matti Sutinen   | FIN  | 4,30     |
| 5     | Helmut Schmidt  | FRG  | 4,10     |
| 6     | Dieter Möhring  | FRG  | 4,00     |

Datum: 26. August

### Weitsprung
| Platz | Athlet            | Land | Weite (m) |
| ----- | ----------------- | ---- | --------- |
| 1     | Jorma Valkama     | FIN  | 7,66      |
| 2     | Manfred Steinbach | FRG  | 7,60      |
| 3     | Aarre Asiala      | FIN  | 7,53      |
| 4     | Juhani Manninen   | FIN  | 7,52      |
| 5     | Ingo Schönewolf   | FRG  | 7,27      |
| 6     | Eberhard Vaubel   | FRG  | 7,12      |

Datum: 27. August

### Dreisprung
| Platz | Athlet          | Land | Weite (m) |
| ----- | --------------- | ---- | --------- |
| 1     | Kari Rahkamo    | FIN  | 16,07     |
| 2     | Jörg Wischmeier | FRG  | 15,73     |
| 3     | Yrjö Tamminen   | FIN  | 15,65     |
| 4     | Günter Zeiß     | FRG  | 15,45     |
| 5     | Asko Ruuskanen  | FIN  | 15,07     |
| 6     | Michael Sauer   | FRG  | 15,07     |

Datum: 26. August

### Kugelstoßen
| Platz | Athlet          | Land | Weite (m) |
| ----- | --------------- | ---- | --------- |
| 1     | Dietrich Urbach | FRG  | 17,42     |
| 2     | Hermann Lingnau | FRG  | 17,18     |
| 3     | Matti Yrjölä    | FIN  | 16,85     |
| 4     | Alpo Nisula     | FIN  | 16,72     |
| 5     | Helmut Diehl    | FRG  | 16,66     |
| 6     | Jarmo Kunnas    | FIN  | 16,56     |

Datum: 27. August

### Diskuswurf
| Platz | Athlet          | Land | Weite (m) |
| ----- | --------------- | ---- | --------- |
| 1     | Carol Lindroos  | FIN  | 54,81     |
| 2     | Pentti Repo     | FIN  | 53,38     |
| 3     | Jens Reimers    | FRG  | 52,48     |
| 4     | Paavo Lammi     | FIN  | 52,05     |
| 5     | Dietrich Urbach | FRG  | 51,57     |
| 6     | Josef Klik      | FRG  | 49,70     |

Datum: 27. August

### Hammerwurf
| Platz | Athlet              | Land | Weite (m) |
| ----- | ------------------- | ---- | --------- |
| 1     | Hans Fahsl          | FRG  | 63,94     |
| 2     | Hans Wulff          | FRG  | 60,61     |
| 3     | Kalevi Horppu       | FIN  | 60,59     |
| 4     | Asko Syvänen        | FIN  | 57,62     |
| 5     | Hans-Joachim Knappe | FRG  | 57,00     |
| 6     | Olli Tamminen       | FIN  | 56,74     |

Datum: 26. August

### Speerwurf
| Platz | Athlet         | Land | Weite (m) |
| ----- | -------------- | ---- | --------- |
| 1     | Pauli Nevala   | FIN  | 76,73     |
| 2     | Väinö Kuisma   | FIN  | 76,57     |
| 3     | Rolf Herings   | FRG  | 74,22     |
| 4     | Hans Schenk    | FRG  | 72,75     |
| 5     | Hermann Rieder | FRG  | 72,43     |
| 6     | Lauri Immonen  | FIN  | 67,48     |

Datum: 26. August

### Zehnkampf
| Platz | Name              | Nation | Punkte | 100 m  | Weit- sprung | Kugel- stoßen | Hoch- sprung | 400 m  | 110 m Hürden | Diskus- wurf | Stabhoch- sprung | Speer- wurf | 1500 m     |
| ----- | ----------------- | ------ | ------ | ------ | ------------ | ------------- | ------------ | ------ | ------------ | ------------ | ---------------- | ----------- | ---------- |
| 1     | Markus Kahma      | FIN    | 7254   | 11,4 s | 6,92 m       | 15,38 m       | 1,72 m       | 50,5 s | 15,7 s       | 48,78 m      | 3,60 m           | 55,54 m     | 4:25,0 min |
| 2     | Seppo Suutari     | FIN    | 7006   | 11,2 s | 6,96 m       | 15,33 m       | 1,85 m       | 52,3 s | 14,7 s       | 41,35 m      | 3,50 m           | 63,16 m     | 4:50,4 min |
| 3     | Willi Holdorf     | FRG    | 6882   | 11,0 s | 7,04 m       | 13,36 m       | 1,73 m       | 49,4 s | 15,4 s       | 36,14 m      | 3,40 m           | 60,53 m     | 4:33,7 min |
| 4     | Wolfgang Heise    | FRG    | 6882   | 11,4 s | 6,71 m       | 13,70 m       | 1,73 m       | 49,7 s | 15,1 s       | 38,34 m      | 4,70 m           | 56,49 m     | 4:30,8 min |
| 5     | Werner von Moltke | FRG    | 6835   | 11,2 s | 7,08 m       | 14,20 m       | 1,73 m       | 51,1 s | 15,1 s       | 44,00 m      | 3,60 m           | 50,69 m     | 4:52,2 min |
| 6     | Ossi Ojala        | FIN    | 6138   | 11,9 s | 6,62 m       | 14,20 m       | 1,73 m       | 52,5 s | 16,0 s       | 39,86 m      | 3,50 m           | 53,27 m     | 4:43,7 min |

Datum: 26./27. August

## Weblink
- TULOKSET: Maaottelu FIN-GFR, Helsinki, 26.–27.8.1961, ERGEBNISSE: Länderspiel FIN-GFR, Helsinki, 26.–27.8.1961 (finnisch), abgerufen am 6. September 2024